# 3 Tage in Quiberon
3 Tage in Quiberon ist ein in Schwarz-weiß gedrehter Spielfilm von Emily Atef aus dem Jahr 2018. Der Film ist inspiriert von wahren Begebenheiten im Leben der Schauspielerin Romy Schneider (dargestellt von Marie Bäumer). Im Jahr 1981 verbringt Schneider in dem kleinen französischen Kurort Quiberon in der Bretagne drei Tage mit ihrer besten Freundin Hilde (Birgit Minichmayr), um sich zu erholen. Gleichzeitig arrangiert sie trotz ihrer negativen Erfahrungen mit der deutschen Presse ein Interview mit Michael Jürgs (Robert Gwisdek), Reporter der Zeitschrift Stern, und dem Fotografen Robert Lebeck (Charly Hübner). Das Interview und die dazugehörigen Fotoaufnahmen erstrecken sich über drei Tage und entwickeln sich zu einem Porträt Romy Schneiders im Spannungsverhältnis zwischen privater und öffentlicher Person.
Die Premiere der deutsch-österreichisch-französischen Koproduktion fand im Rahmen der 68. Internationalen Filmfestspiele Berlin am 19. Februar 2018 statt, zu denen der Film in den Wettbewerb um den Goldenen Bären eingeladen worden war. Der Film startete in Deutschland am 12. April 2018 und in Österreich am 13. April 2018.

## Handlung
Quiberon (Bretagne), im Jahr 1981: Die Schauspielerin Romy Schneider befindet sich zur Entgiftung in einem Kurhotel am Meer. Sie lässt ihre Jugendfreundin Hilde Fritsch nachkommen, die in Wien als Restauratorin arbeitet. Schneider vertraut ihr an, die „Diät“ für ihren 14-jährigen Sohn David zu machen, der lieber bei der Stieffamilie leben möchte. Sie leidet deshalb unter großen Verlustängsten. Die Freundinnen nehmen gemeinsam ein Bad in Schneiders Hotelzimmer. 
Fritsch soll Schneider bei einem Pressetermin unterstützen. Trotz ihrer negativen Erfahrungen mit der deutschen Presse hat sie einem Interview mit Michael Jürgs, Reporter der Zeitschrift Stern, und dem Fotografen Robert „Bob“ Lebeck zugestimmt. Sie treffen sich an der Hotelbar. Schneider hat ein enges, freundschaftliches Verhältnis zu Lebeck, den sie zärtlich „Lebo“/„le beau“ (deutsch: „den Schönen“) nennt, während der Fotograf sie liebevoll als „la belle“ („die Schöne“) tituliert. Jürgs kennt sie dagegen noch nicht. Das Interview, das in Schneiders Hotelzimmer beginnt, soll den Unterschied zwischen der Schauspielerin und der Privatperson aufzeigen und wird insgesamt drei Tage Zeit in Anspruch nehmen. Jürgs fragt in Fritschs Beisein u. a. nach Schneiders Verhältnis zur Mutter, ihrer Übersiedlung nach Frankreich und dem Selbstmord ihres ersten Mannes Harry Meyen. Bei der Frage nach ihrem ersten Ehemann muss Schneider das Interview abbrechen. Am Abend trinken die vier gemeinsam in einem Restaurant am Hafen, das eigentlich wegen einer Hochzeitsgesellschaft geschlossen ist, entgegen dem Rat von Schneiders Kurarzt Champagner, Lebeck macht Bilder. Schneider gibt Pläne über einen neuen Film, Die Spaziergängerin von Sans-Souci, bekannt. Sie amüsiert sich mit einem poetisch veranlagten Teilnehmer (Denis Lavant) der Hochzeitsgesellschaft, der sich zwischenzeitlich zu ihnen gesetzt hat. Jürgs weist Schneider darauf hin, dass sie durch das Interview doch die Chance hätte, in der öffentlichen Wahrnehmung manche „Dinge zurechtzurücken“. Auf Fritschs Drängen, die den beiden Journalisten nicht vertraut, verlässt die stark alkoholisierte Schneider mit ihr das Restaurant. Sie möchte nicht allein auf ihr Hotelzimmer gehen und bittet Fritsch mitzukommen. Sie versucht David anzurufen, wird aber von Fritsch zurückgehalten. Schneider hat ihren Entzug nicht einmal vier Tage ausgehalten. Fritsch muss sie davon abhalten, auch noch Tabletten zu nehmen.
Schneider unternimmt am nächsten Morgen einen entspannten Spaziergang mit Lebeck. Anschließend wird das Interview von Jürgs fortgeführt, der Weißwein bestellt und sie u. a. zu ihrem verlorenen Vermögen und abwesenden Vater befragt. Schneider gesteht, pleite zu sein und nie gelernt zu haben, mit Geld umzugehen. Sie hofft, nach ihrem nächsten Film eine Pause einlegen zu können. Fritsch möchte, dass sie das Interview abbricht, da sie Jürgs als manipulierend und „übergriffig“ empfindet, bleibt aber erfolglos. Die beiden Journalisten streiten sich später. Jürgs wirft Lebeck vor, in Schneider verliebt zu sein. Fritsch plant abzureisen. Als David anruft, lässt Schneider das Telefongespräch von Fritsch entgegennehmen. Als Fritsch in einem noblen Restaurant allein zu Abend essen möchte, setzt sich Jürgs gegen ihren Willen an ihren Tisch. Er wirft ihr vor, sie wolle ihr mittelmäßiges Aussehen und ihre Talentlosigkeit durch die Rolle als Romy Schneiders enge Freundin kompensieren. Fritsch wirft dem Journalisten, der früher über politische Themen schreiben wollte, im Gegenzug vor, durch seine Reportagen über Stars und Prominente lediglich die Auflagenzahlen des Stern in die Höhe treiben zu wollen. Als sich Fritsch telefonisch nach Schneiders Befinden erkundigen möchte, geht diese nicht ans Telefon. Fritsch, Jürgs und Lebeck finden Schneider benommen im Bett vor, wo sie eine Schlaftablette eingenommen hat. Lebeck bleibt daraufhin bei Schneider zurück. Daraus entwickelt sich eine private Fotosession. Lebeck versucht, Schneiders schlechtes Gewissen zu beruhigen, zu wenig Zeit mit ihren Kindern verbracht zu haben. Er legt sich zu ihr ins Bett, sie tauschen Zärtlichkeiten aus und beide schlafen, nachdem Schneider ihn darum gebeten hat, sie fest zu umarmen, in dieser Haltung ein.
Am nächsten Morgen wacht Lebeck allein im Hotelzimmer auf, Schneider ist verschwunden. Fritsch, Lebeck und Jürgs finden sie auf einem Felsen sitzend am Strand vor, wo sie melancholisch auf das Meer blickt. Schneider schlägt spontan eine Fotosession auf den Felsen vor und entschuldigt sich bei Fritsch. Diese nimmt die Entschuldigung an. Bei den Aufnahmen stürzt Schneider aber und bricht sich den Knöchel. Es kommt zu Schwierigkeiten mit ihrem Produzenten wegen der bevorstehenden Dreharbeiten. Jürgs bekommt wegen Schneiders freizügigem Interview ein schlechtes Gewissen. Schneider vertraut ihm jedoch und reist ab. Auch Jürgs und Lebeck reisen gemeinsam ab, während Fritsch noch in Quiberon bleibt. 
Eine Woche später besucht Lebeck Schneider und ihre Tochter Sarah in ihrem Zuhause in Paris. Die entspannte Schneider gibt Lebeck indirekt zu verstehen, absichtlich bei den Fotoaufnahmen am Strand gestürzt zu sein, um Zeit mit ihren Kindern verbringen zu können. Sie liest Jürgs’ Interview gegen, das ihr Lebeck mitgebracht hat, und schreibt den Satz „Ich werde weiterleben, und richtig gut!“ auf die letzte Seite. Lebeck sagt ihr, dass sie die Schönste sei und es immer bleiben werde.

## Produktion

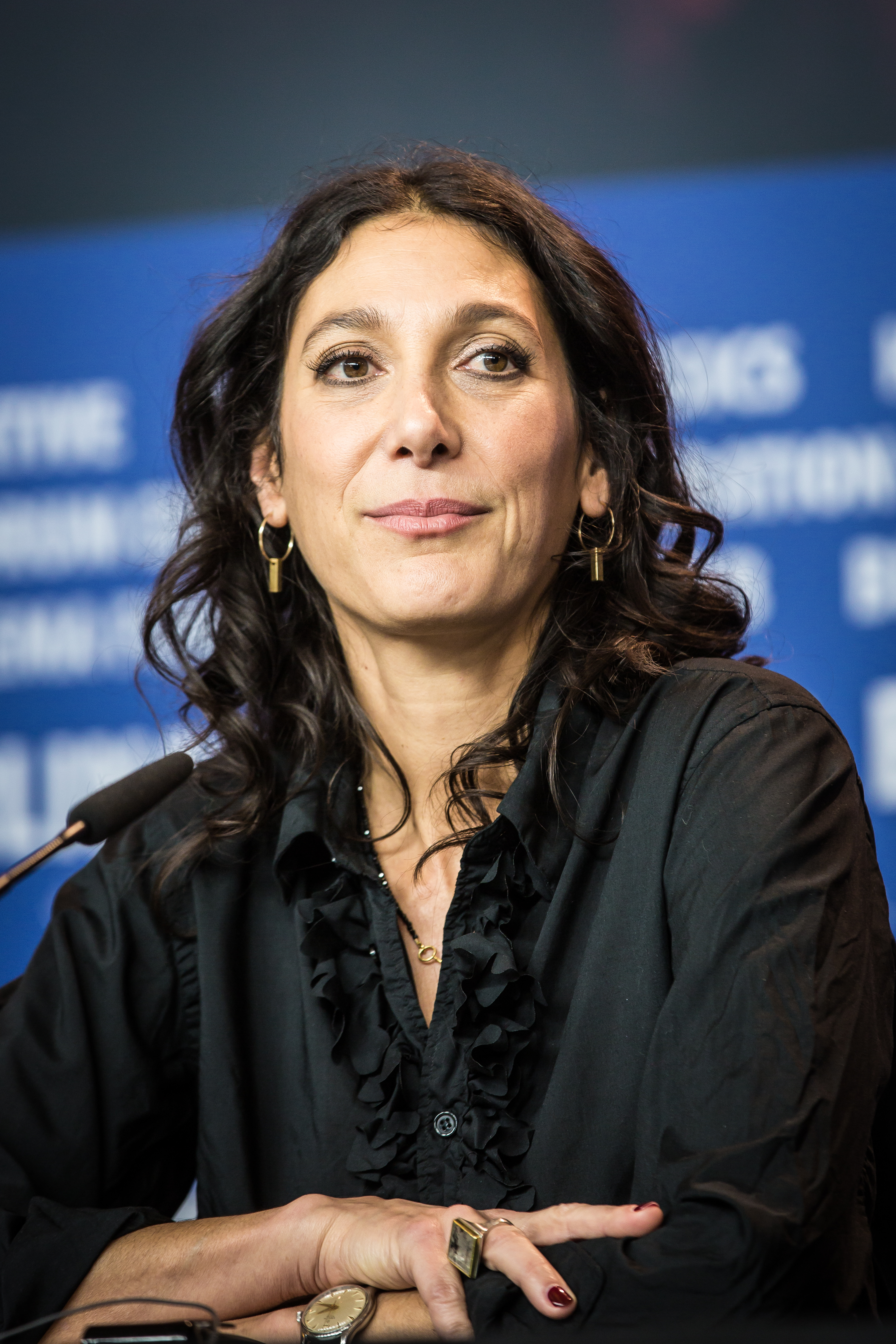
Emily Atef bei der Vorstellung des Films auf der Berlinale 2018

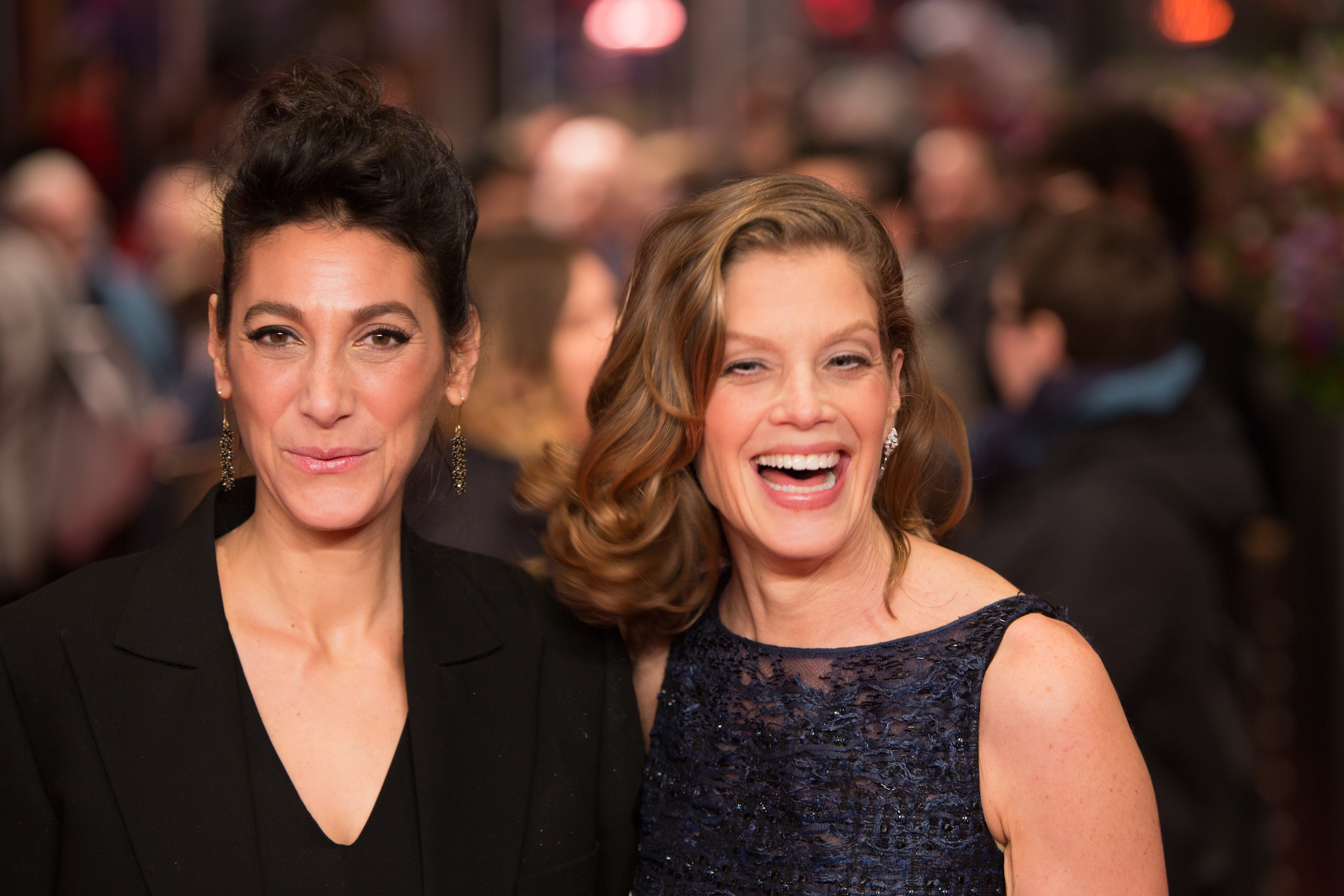
Regisseurin Atef und Hauptdarstellerin Marie Bäumer bei der Berlinale 2018

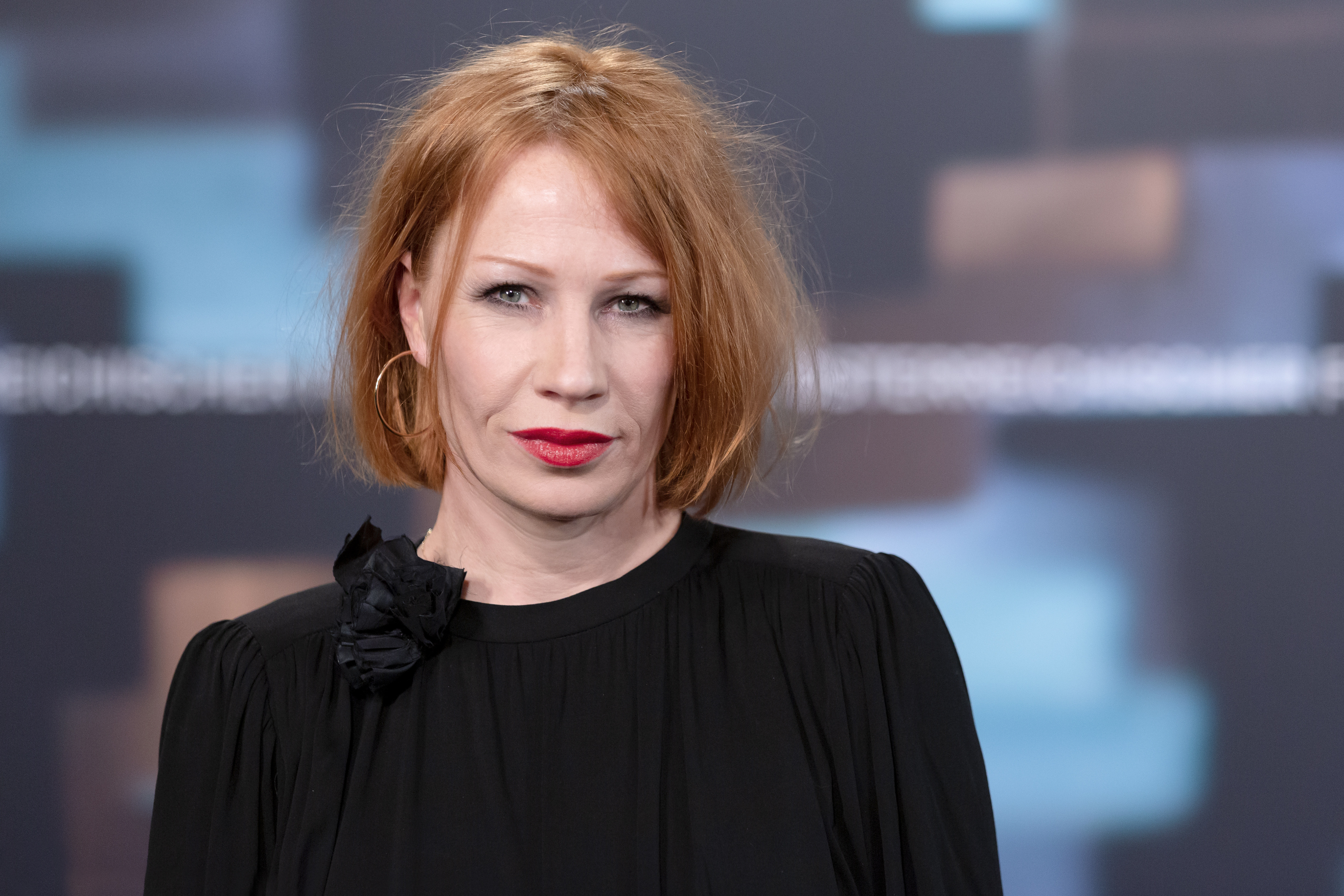
Birgit Minichmayr, 2019

Die Dreharbeiten fanden von November 2016 bis Januar 2017 in Frankreich und Deutschland statt. Drehorte waren Originalschauplätze in der Bretagne und in Hamburg sowie auf der Ostseeinsel Fehmarn, wo das denkmalgeschützte Haus des Gastes für den Film in ein Hotel verwandelt wurde.
Marie Bäumer hatte wegen einer gewissen äußerlichen Ähnlichkeit mit Romy Schneider schon mehrmals das Angebot bekommen, die Filmlegende zu spielen. Sie lehnte allerdings ab, da sie kein Interesse an einer Filmbiografie mit dem Abklappern aller Lebensstationen hatte. 3 Tage in Quiberon schaffe aber nach Bäumers Aussage einen Zoom am Ende von Schneiders Leben, „der eine Verdichtung bedeutet, einen stellvertretenden Moment einnimmt“. Der französische Filmproduzent Denis Poncet hatte die Idee, das Wochenende in Quiberon als diesen „stellvertretenden Moment“ zu nehmen.
Unterstützt wurde die Produktion vom Österreichischen Filminstitut, der Filmförderung Hamburg Schleswig-Holstein, der Filmförderungsanstalt, dem Deutschen Filmförderfonds, der Beauftragten der Bundesregierung für Kultur und Medien, Eurimages, MEDIA sowie der Region Bretagne. Beteiligt waren der Österreichische und der Norddeutsche Rundfunk sowie Arte.
Produziert wurde der Film von der deutschen Rohfilm Factory, Koproduzenten waren die österreichische Dor Film und die französische Sophie Dulac Productions. Für den Ton zeichnete Jörn Martens verantwortlich, für das Kostümbild Janina Audick, für das Szenenbild Silke Fischer und für das Maskenbild Krisztina Szántó-Konthur.
Der Film wurde 2019 im Rahmen der Edition österreichischer Film von Hoanzl und dem Standard auf DVD veröffentlicht.

## Rezeption
3 Tage in Quiberon erhielt im internationalen Kritikenspiegel der britischen Fachzeitschrift Screen International 2,0 von vier möglichen Sternen und belegte gemeinsam mit Auferstehen und Toppen av ingenting einen geteilten 13. Platz unter allen 19 Berlinale-Wettbewerbsfilmen. Wes Andersons Animationsfilm Isle of Dogs – Ataris Reise (3,3) führte die Rangliste an.

## Kritik
Der Film wurde von der Tochter von Romy Schneider, Sarah Biasini, scharf kritisiert. Ihre Mutter sei wie schon öfters zu einer Thalasso-Therapie in Quiberon gewesen. Auch der Ex-Mann von Romy Schneider, Daniel Biasini, nannte den Film eine totale Erfindung, in der nichts der Wirklichkeit entspreche. So wurde Hilde Fritsch, die Freundin aus Kindertagen, frei hinzuerfunden.

## Auszeichnungen und Nominierungen
Bei der Verleihung des Deutschen Filmpreises 2018 führte 3 Tage in Quiberon das Favoritenfeld mit zehn Nominierungen an und erhielt sieben Auszeichnungen (Bester Film, Regie, Hauptdarstellerin – Marie Bäumer, Nebendarstellerin – Birgit Minichmayr, Nebendarsteller – Robert Gwisdek, Kamera/Bildgestaltung und Filmmusik).
Robert Gwisdek wurde für den Deutschen Schauspielpreis 2018 in der Kategorie Schauspieler in einer Nebenrolle nominiert. Der Film wurde 2018 außerdem für den Deutschen Regiepreis Metropolis in der Kategorie Beste Regie Kinofilm nominiert und war eine von elf deutschen Einreichungen für die Oscarverleihung 2019 für die Kategorie des besten fremdsprachigen Films.
Marie Bäumer wurde für ihre Darstellung für den Europäischen Filmpreis 2018 in der Kategorie Beste Darstellerin nominiert. Christoph M. Kaiser und Julian Maas wurden in der Kategorie Beste Filmmusik ausgezeichnet.
Im Rahmen des Bayerischen Filmpreises 2018 (Verleihung im Januar 2019) wurde Marie Bäumer als beste Darstellerin ausgezeichnet, außerdem erhielt sie bei der Romyverleihung 2019 in der Kategorie Beliebteste Schauspielerin Kino/TV-Film eine Publikumsromy. Dort wurde die Produktion zudem in der Kategorie Bester Kinofilm nominiert.
Birgit Minichmayr wurde beim Österreichischen Filmpreis 2019 in der Kategorie Beste weibliche Hauptrolle nominiert.